# Nicolás de Vergara el Mozo
Nicolás de Vergara el Mozo (1540-1606), va ser un escultor, mestre dobres, ferrer i vidrier. Va treballar en la Catedral de Toledo d'on va ser mestre d'obres i a altres edifici religiosos i civils. Era fill del arquitecte i escultor Nicolás de Vergara el Viejo i de Catalina de Colònia. Així mateix era nebot dels mestres vidriers Arnao de Vergara i Arnao de Flandes i net d'Arnao de Flandes el Viejo.

## Obres a la catedral de Toledo
Va començar les obres de la capella del Sagrari en estil herrerià i va ser el responsable dels traçats del complex arquitectònic de la capella del Sagrari, Reliquiari, Sagristia i pati i casa del tresorer. També va fer el vitrall de la rosassa de la porta «de los Leones» i a la façana interior de la porta del Rellotge el medalló de la Verge de l'Anunciació.

## Altres obres
- Plànols de l'església de Sant Bartomeu de Toledo.
- El 1588, els de la capella de Sant José de Toledo.
- Claustre del convent de Sant Climent de Toledo.
- Hospital Tavera de Toledo, al costat dels arquitectes Alonso de Covarrubias i Juan Bautista Monegro.
- Ajuntament de Toledo, amb Juan de Herrera, Juan Bautista Monegro i Jorge Manuel Theotocópuli.
- Convent Agustinià d'Extramurs de Madrigal de las Altas Torres, (Àvila).